# Acanthophoenix rubra

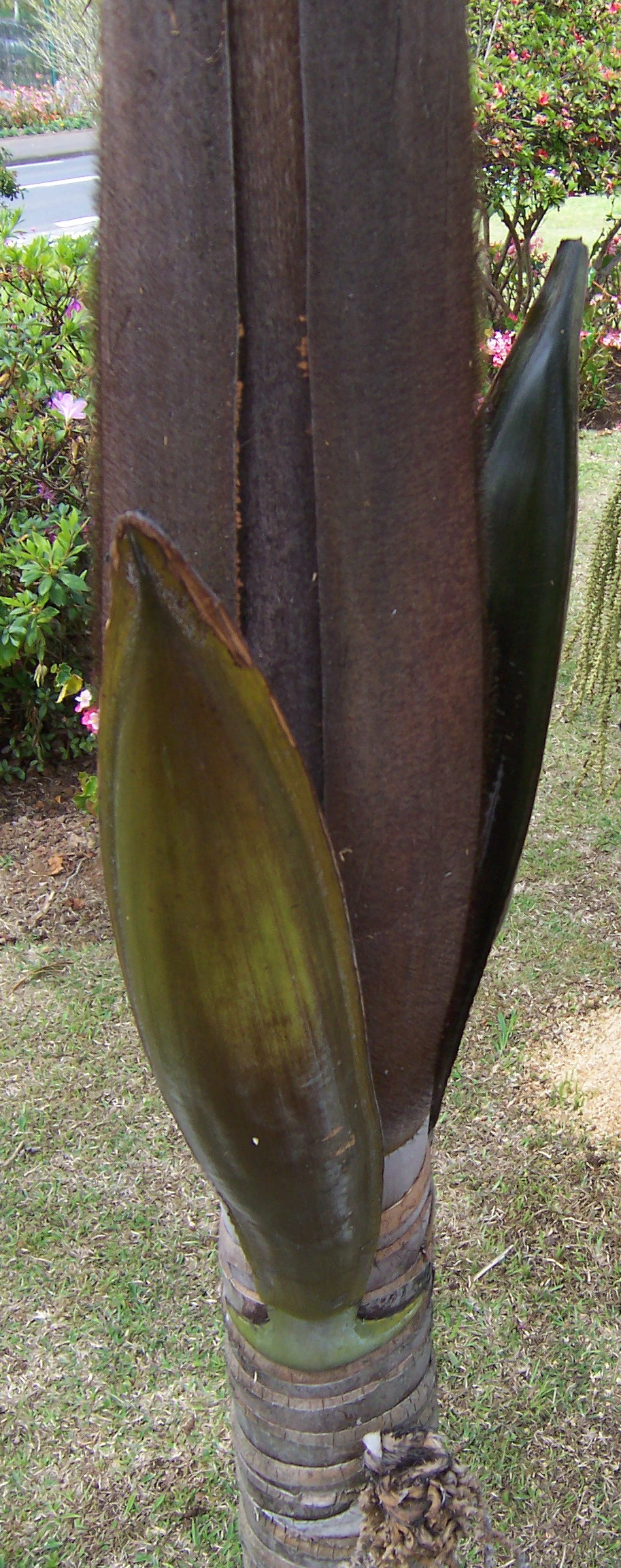
Kwiatostan

Acanthophoenix rubra – gatunek roślin z rodziny arekowatych, pochodzący z wysp Maskarenów na Oceanie Indyjskim. Uprawiany jest jako roślina ozdobna oraz dla jadalnego serca palmowego. W naturze jest gatunkiem bardzo rzadkim.

## Morfologia
Palmy osiągają 12 m wysokości. Zakończone są pióropuszem liści, które mogą osiągać do 3 metrów długości.

## Synonimy[5]
- Acanthophoenix crinita (Bory) H. Wendl.
- Areca crinita Bory
- Areca rubra Bory